# مكسيم فوزنيسينسكي
مكسيم ليونيدوفيتش فوزنيسينسكي (الروسية: Максим Леонидович Вознесенский) فنان صائغ، جامع فني، مبتكر مشاريع فنية، ومروج للفن الروسي.

## نشأته
وُلد ماكسيم فوزنيسينسكي في 23 أبريل 1965 في مدينة موسكو. لقد نشأ في عائلة من الفنانين في أجواء إبداعية. في عام 1983 تخرج من مدرسة موسكو للفنون والحرف ، وتخصصت في المجوهرات. منذ عام 1988 درس في معهد موسكو المعماري ، يبدأ مكسيم فوزنيسكي بصنع مجوهراته وعرضها بنشاط منذ عام 1989 .

## حياته الشخصية
في عام 1986 تزوجت فوزنيسكي من الفنانة ناتاليا إنتزاروفا في موسكو. تخرجت ناتاليا من أكاديمية موسكو للرسم والنحت والعمارة في عام 1992 بعد أن درست تحت طاهر صلاحوف ، أكاديمي ونائب رئيس الأكاديمية الروسية للفنون. كان والد ناتاليا هو الفنان المعروف أركادي إنتزاروف الذي توفي عام 1979. من هذا الزواج ولدت ابنتهم. في عام 1995 طلقوا. تزوج فوزنيسينسكي للمرة الثانية في عام 2000 من الفنانة الصاغة إيرينا دوروفيفا. في عام 2006 توفيت بعد مرض خطير. في عام 2012 تزوجت ناتاليا ومكسيم مرة أخرى في لندن.

## الروابط الخارجية
- www.maximv.co.uk
- www.artvivid.co.uk
- Radio Interview (Russian) История успеха Максима Вознесенского. The Story of Maxim Voznesenskiy's success